# Renato Bialetti
Renato Bialetti (Omegna, Piemonte, Itália, 2 de fevereiro de 1923 – Ascona, Ticino, Suíça, 11 de fevereiro de 2016) foi um empresário italiano.

## Vida
Alfonso Bialetti, o pai de Renato Bialetti, inventou em 1933 uma máquina de café expresso com base octogonal chamada cafeteira moka. Após o fim da Segunda Guerra Mundial, em 1946, Renato Bialetti assumiu a empresa familiar fundada em 1919 em Omegna, no Lago de Orta, no Piemonte, e tornou-se um empreendedor de sucesso mundial. Em 1986 vendeu a empresa.
O próprio Renato Bialetti foi o "homem com o bigode" na propaganda do La Moka e se tornou uma estrela de propaganda do pós-guerra. O jornal de Turim La Stampa chamou-o de "ícone do Made in Italy".
As cinzas de Bialetti foram depositadas em uma cafeteira moka usada como urna no túmulo da família no cemitério de Omegna.